# Platytroctes mirus
Platytroctes mirus är en fiskart som först beskrevs av Lloyd, 1909.  Platytroctes mirus ingår i släktet Platytroctes och familjen Platytroctidae. Inga underarter finns listade i Catalogue of Life.